# لويس ر. دوجلاس
لويس ر. دوجلاس (بالإنجليزية: Louis R. Douglass) هو مهندس مدني ومهندس أمريكي، ولد في 2 مارس 1888 في غالوب في الولايات المتحدة، وتوفي في 13 يناير 1979 في بولدر سيتي في الولايات المتحدة.